# Bečej
Bečej (Servisch: Бечеј, Hongaars: Óbecse , Duits: Altbetsche ) is een stad gelegen in het district Zuid-Bačka in de Servische provincie Vojvodina. De stad telt 25.774 inwoners. Hiervan is de grootste groep (45%) lid van de Hongaarse minderheid in Servië.

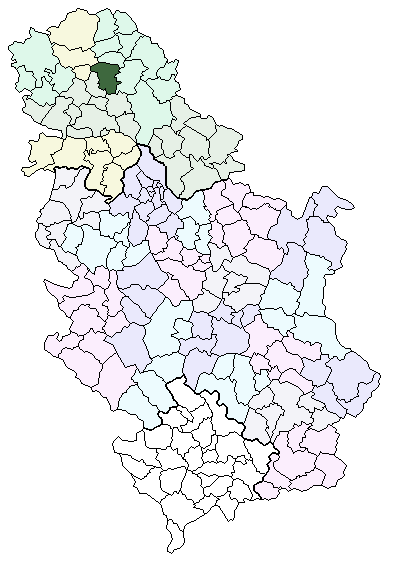
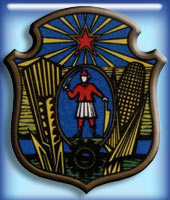
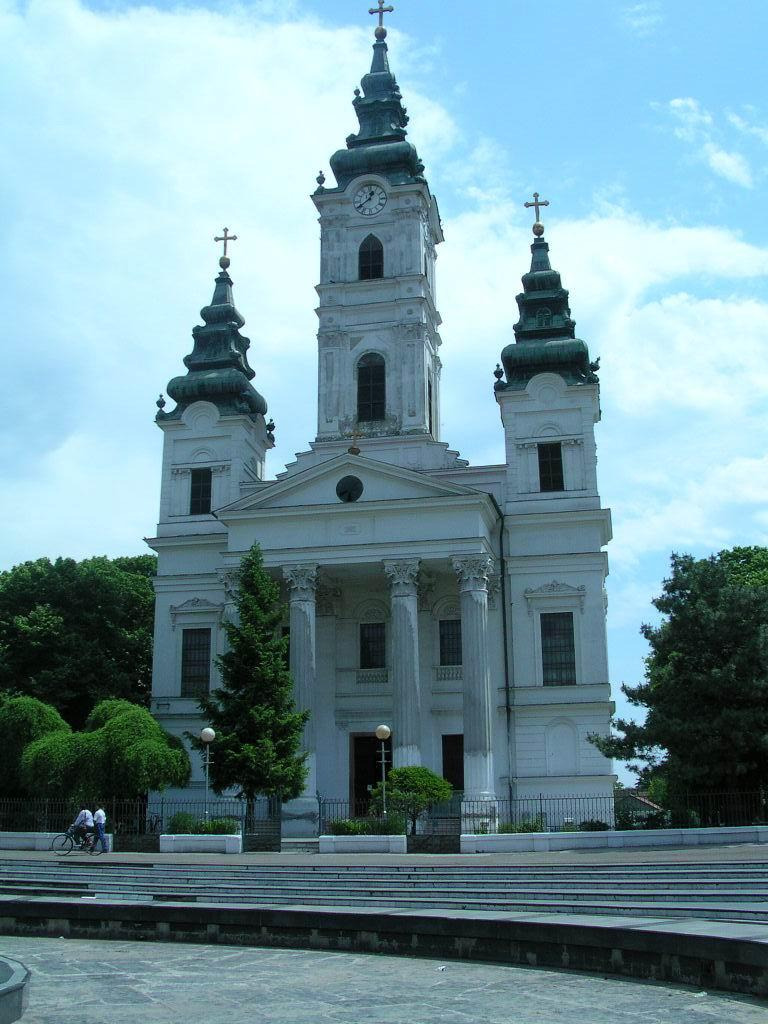
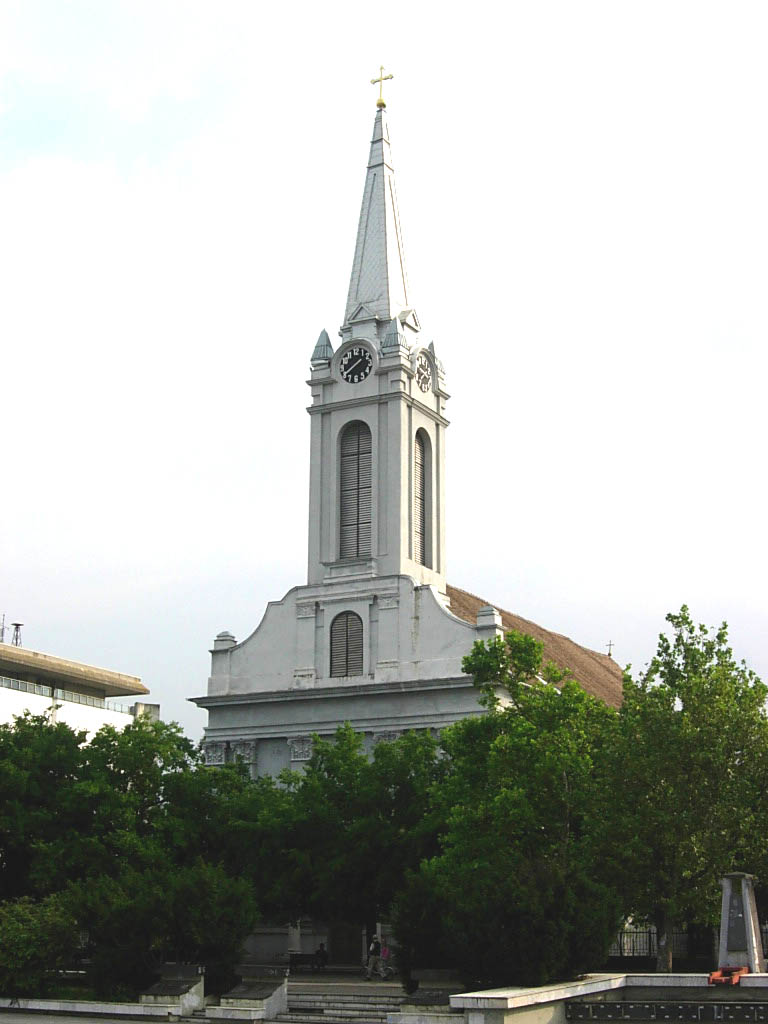
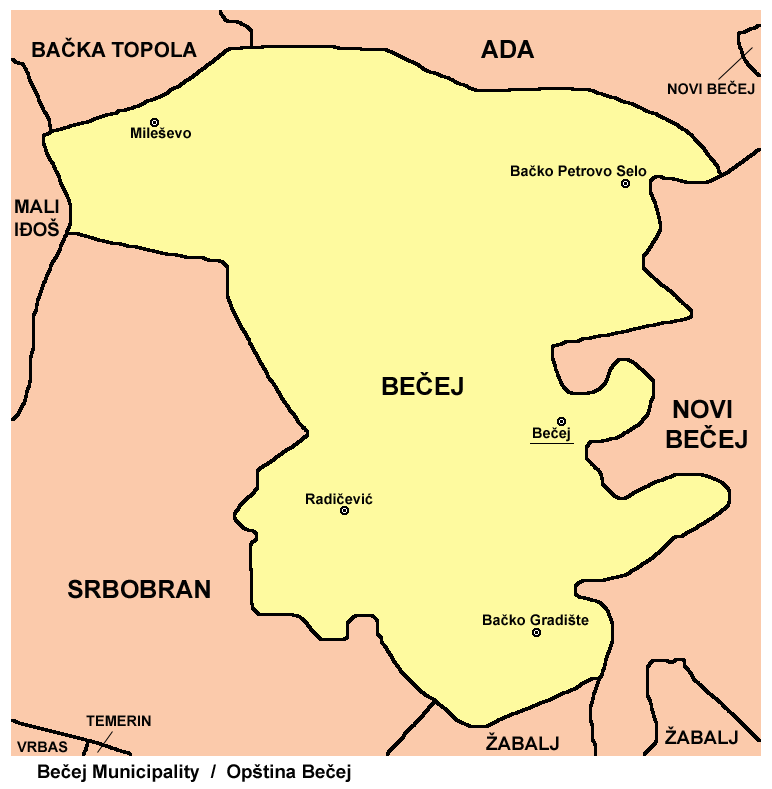
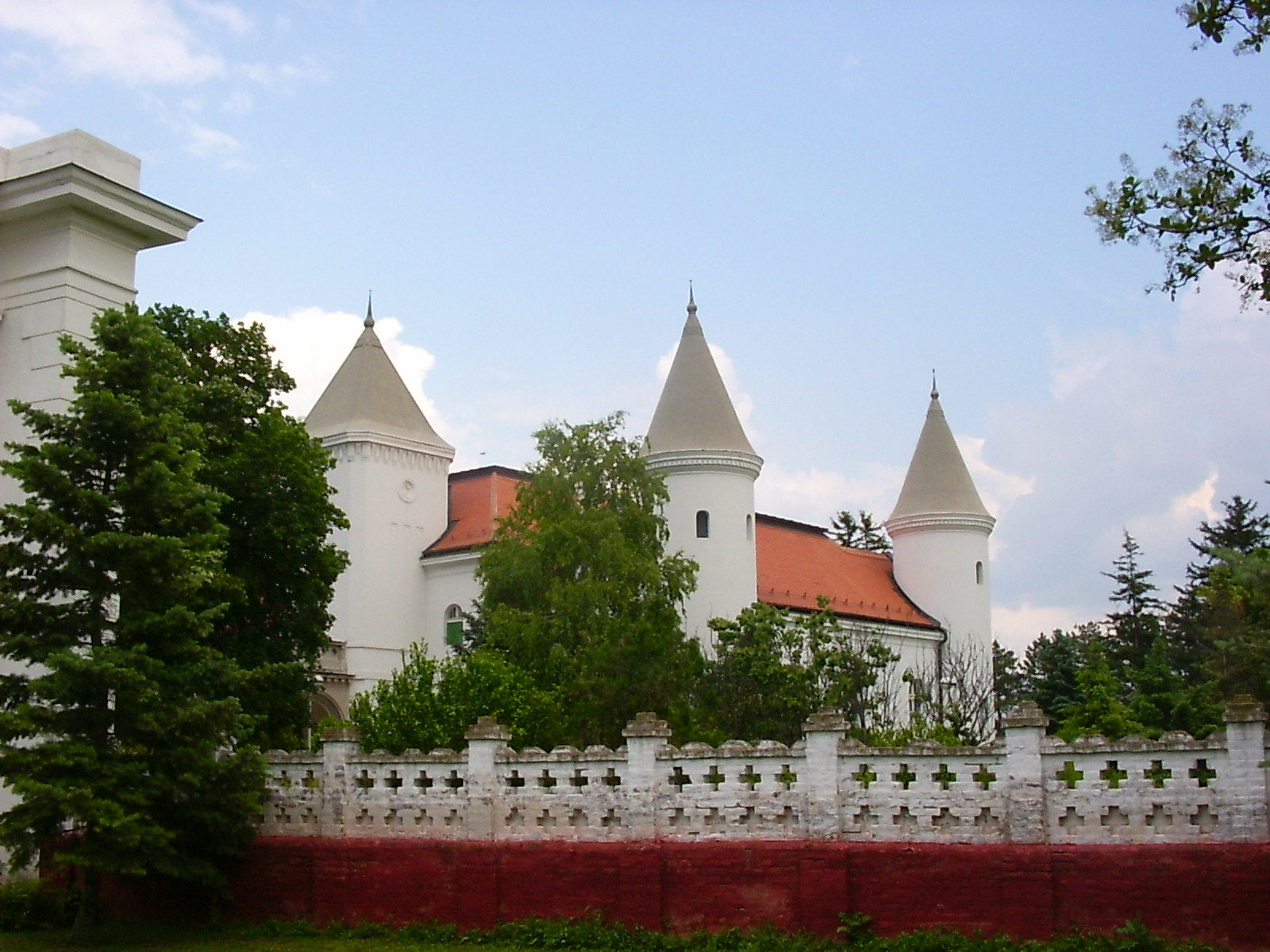
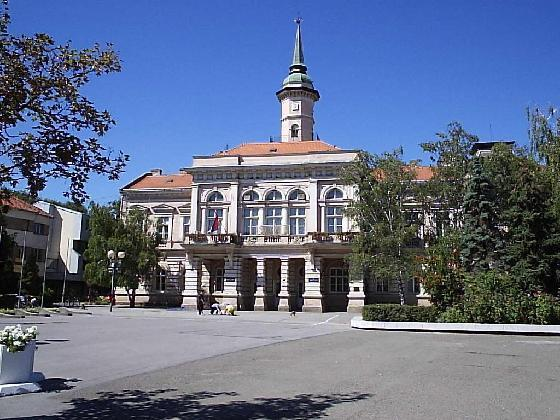

## Geboren
- Branka Veselinović (1918-2023), actrice